# Scorchers
Scorchers est un film américain réalisé par David Beaird, sorti en 1991.

## Fiche technique
- Titre : Scorchers
- Réalisation : David Beaird
- Scénario : David Beaird
- Musique : Carter Burwell
- Photographie : Peter Deming
- Pays d'origine : États-Unis
- Format : Couleurs - 1,85:1
- Genre : Comédie dramatique
- Durée : 81 minutes
- Date de sortie : 1991

## Distribution
- Faye Dunaway : Thais
- Denholm Elliott : Howler
- James Earl Jones : Bear
- Leland Crooke : Jumper
- Emily Lloyd : Splendid
- Jennifer Tilly : Talbot
- Luke Perry : Ray Ray
- Patrick Warburton : Balford
- Carter Burwell : Piano Player